# Misumenops temihana
Misumenops temihana är en spindelart som beskrevs av Jessica E. Garb 2007. Misumenops temihana ingår i släktet Misumenops och familjen krabbspindlar.
Artens utbredningsområde är Sällskapsöarna. Inga underarter finns listade i Catalogue of Life.